# Brücke Magdeburger Straße
Die Brücke Magdeburger Straße war eine denkmalgeschützte Brücke in der Stadt Quedlinburg in Sachsen-Anhalt.

## Lage
Sie lag östlich der Quedlinburger Innenstadt und führte im Verlauf der Magdeburger Straße über den Bicklingsbach. Die Brücke war im Quedlinburger Denkmalverzeichnis eingetragen.

## Architektur und Geschichte

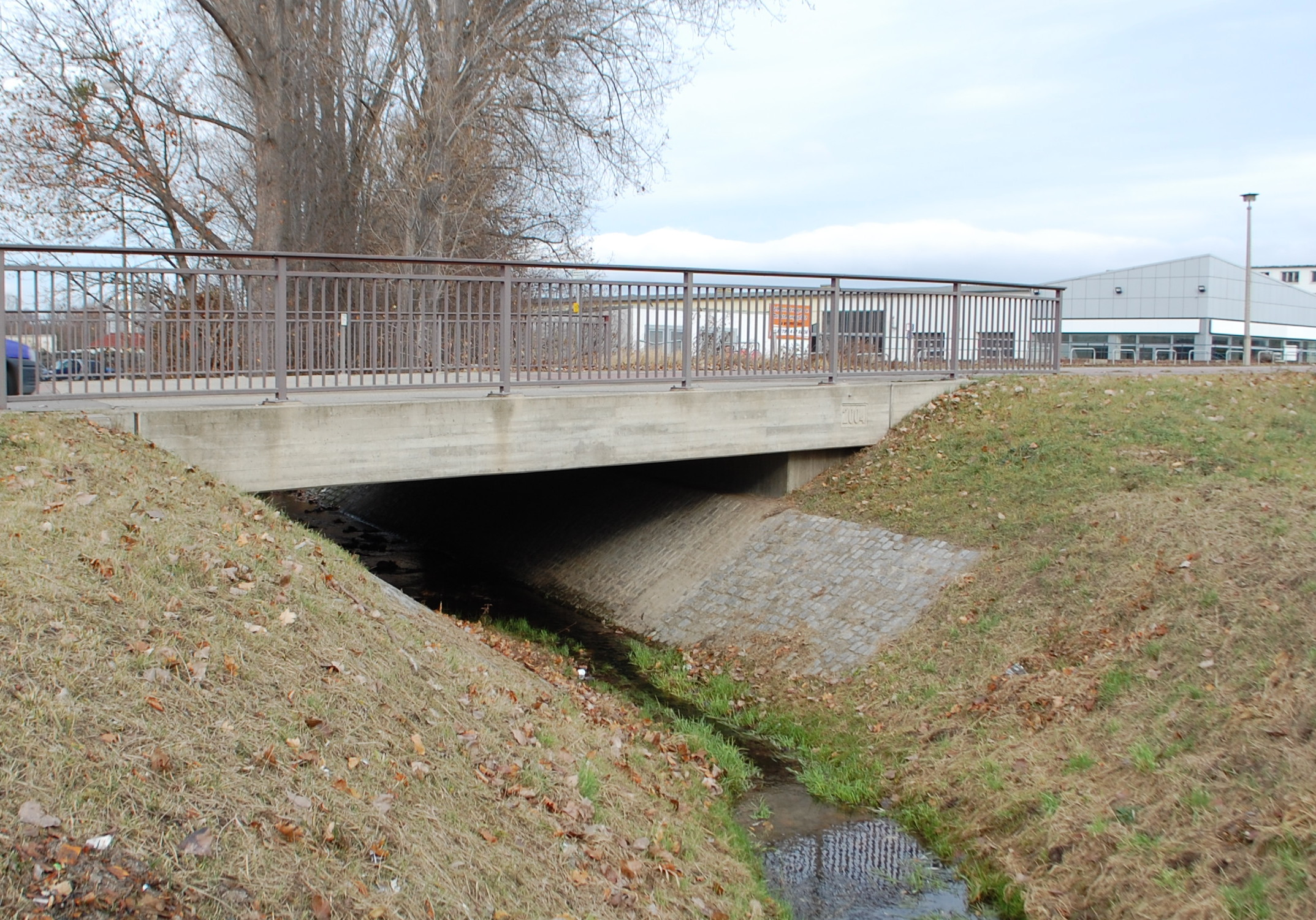
Ersatzneubau von 2004

Sie war im 19. Jahrhundert entstanden und bestand aus zwei Natursteingewölben, die von einem runden Mittelpfeiler gestützt wurden. Die Arkaden waren mit Ziegeln eingefasst. Später wurde die Brücke verbreitert, um auch für den Autoverkehr nutzbar zu sein.
Die Brücke bestand bis zum Anfang des 21. Jahrhunderts und wurde im Jahr 2004 durch einen modernen Neubau ersetzt. Die formale Streichung aus dem Denkmalverzeichnis erfolgte erst 2024.